# 北歐混合式滑雪
北歐兩項（英語：Nordic Combined）是一項源於北歐的滑雪嘉年華活動，它是由越野滑雪和跳台滑雪所組成的冬季運動項目之一，一直是北歐的傳統強項，直至俄羅斯索契冬季奧運中，單是挪威已得到30面獎牌中有13面為金牌，因此又稱為北歐全能。

## 歷史
北歐兩項於1883年被列入滑雪大獎賽的其中一個項目之一，在20世紀早段時間開始推廣至歐美各國，並在第一屆冬季奧運中首度被列入比賽項目之一，但當時只有個人賽，直到1988年，增設了團體賽，鹽湖城冬季奧運中加入了競速賽。但直到今日，僅設有男子項目。
至2010年初，國際滑雪聯合會仍未批准女子比賽。然而，在2016年11月初決定，女子比賽將在2010下半年代開始在各項FIS舉辦賽事建立，包括2021年世界錦標賽和2022年冬季奧林匹克運動會。

## 奧運上的北欧两项
北歐兩項是按跳台滑雪以及越野滑雪的順序進行，設有個人賽、競速賽與團體賽。個人賽與團體賽都是於一座90米高的跳台上進行跳台滑雪，而競速賽則於一座高120米的跳台上進行跳台滑雪。

### 個人賽
在北歐兩項的個人賽小項之中，運動員需進行90米高的跳台滑雪和15公里的越野滑雪。當中，運動員會於第一天進行跳臺滑雪，每位運動員跳兩次，以「姿勢分」和「距離分」計算運動員的總成績。
在「姿勢分」方面，5位裁判會從運動員由開始起動至落地時的「準確性」、「完美性」、「穩定性」和「整體穩定性」作出嚴格的評分(由最低的從0分到20分)，並把最佳和最差的成績去掉，將剩下的3個分數相加起來，最高的限額分爲60分。
而「距離分」方面，若運動員在跳躍後未能到達「K點」(原定目標)，則會將距離乘以每米分值(1米兩分)，從原來得分中扣減。但如超過原定目標的「K點」，則會將距離乘以每米分值，從原來得分中增加，得到第一日的總成績，得分愈高排名愈高。
在賽事的第二天中是決賽日，在第一天成績最佳者將首個於起點出發，其後的運動員會根據與首名運動員分數之距離，按名次出發，進行15公里的滑行，最早到達終點的就是優勝者。

### 競速賽
在競速賽方面，型式類似個人賽：運動員要在120米高的跳台上進行跳台滑雪以及進行7.5公里的越野滑雪，在兩天的賽事中，第一天為跳台滑雪，第二天為越野滑雪。
賽事的第一天是跳台滑雪，但所有的運動員只有一次跳台的機會，是與個人賽最不同之處，但同時都是以「姿勢分」以及「距離分」作為評分，名次也是以成績的高低作次天賽事的出發次序。
第二天的越野滑雪中與個人賽相同，都是以第一天中運動員成績名次作為出發先後次序的根據，進行7.5公里的越野滑雪，最先到達終點的則為勝利者。

### 團體賽
另外的團體賽之中，都是分兩天作賽，首天是跳台滑雪，次天為越野滑雪，運動員會在越野滑雪中滑行5公里以及進行90米高的跳台滑雪。
在團體賽的跳台滑雪內，一隊中有4位運動員，各運動員會按先後次序出發，每位運動員都有兩跳，每跳都會以「姿勢分」和「距離分」評分，一隊共有8次的得分，8個得分會合併計算。
而在越野滑雪上，在第一天成績最好的一隊最先出發，及後的隊伍要根據第一天的成績，與最好的隊伍得分之差，換算為出發時間距離，滑行5公里。而所有隊伍的第二、第三和第四名運動員會在接棒區等候，成功交換後即出發，以第四名運動員到達終點的順序排定名次。
在接力中要注意的是每隊的運動員排名次序是一定要與第一天跳台滑雪運動員出場次序一樣，不可作出改變。

## 賽事統計

### 世界錦標賽
- 註：獎牌數累積至2017年。

| 排名     | 国家／地区                    | 金牌 | 银牌 | 铜牌 | 總數 |
| -------- | ----------------------------- | ---- | ---- | ---- | ---- |
| 1        | 挪威                          | 133  | 104  | 105  | 342  |
| 2        | 芬兰                          | 63   | 70   | 67   | 200  |
| 3        | 瑞典                          | 44   | 45   | 45   | 134  |
| 4        | 苏联 （1954－91）             | 36   | 32   | 24   | 92   |
| 5        | 德国 （1925－39，1991－至今） | 27   | 38   | 24   | 89   |
| 6        | 俄羅斯 （1993－至今）         | 26   | 27   | 28   | 81   |
| 7        | 奥地利                        | 24   | 22   | 27   | 73   |
| 8        | 東德 （1954－89）             | 12   | 15   | 11   | 38   |
| 9        | 義大利                        | 11   | 21   | 23   | 55   |
| 10       | 日本                          | 10   | 12   | 13   | 35   |
| 11       | 波蘭                          | 9    | 6    | 11   | 26   |
| 12       | 捷克斯洛伐克 （1925–91）      | 7    | 12   | 11   | 30   |
| 13       | 美国                          | 7    | 4    | 6    | 17   |
| 14       | 法國                          | 6    | 4    | 11   | 21   |
| 15       | 瑞士                          | 4    | 5    | 7    | 16   |
| 16       | 西德 （1954-89）              | 4    | 1    | 2    | 7    |
| 17       | 捷克 （1993－至今）           | 3    | 6    | 6    | 15   |
| 18       | 爱沙尼亚 （1938，1993－至今） | 3    | 5    | 2    | 10   |
| 19       | （1993－至今）                | 3    | 2    | 4    | 9    |
| 20       | 加拿大                        | 2    | 1    | 3    | 6    |
| 21       | 斯洛維尼亞 （1993－至今）     | 1    | 2    | 4    | 7    |
| 22       | 西班牙                        | 1    | 1    | 0    | 2    |
| 23       | 南斯拉夫 （1925－91）         | 1    | 0    | 0    | 1    |
| 24       | 白俄羅斯 （1993－至今）       | 0    | 1    | 0    | 1    |
| 24       | 斯洛伐克 （1993－至今）       | 0    | 1    | 0    | 1    |
| 26       | 乌克兰 （1993－至今）         | 0    | 0    | 2    | 2    |
| 總獎牌數 | 總獎牌數                      | 437  | 437  | 436  | 1310 |

### 奥运会
计算至2022年

| 排名                      | 国家 / 地区               | 金牌 | 銀牌 | 銅牌 | 总计 |
| ------------------------- | ------------------------- | ---- | ---- | ---- | ---- |
| 1                         | 挪威（NOR）               | 15   | 12   | 8    | 35   |
| 2                         | 德国（GER）               | 6    | 6    | 4    | 16   |
| 3                         | 芬兰（FIN）               | 4    | 8    | 2    | 14   |
| 4                         | 奥地利（AUT）             | 3    | 2    | 11   | 16   |
| 5                         | 东德（GDR）               | 3    | 0    | 4    | 7    |
| 6                         | 日本（JPN）               | 2    | 3    | 2    | 7    |
| 7                         | 法国（FRA）               | 2    | 1    | 1    | 4    |
| 8                         | 西德（FRG）               | 2    | 1    | 0    | 3    |
| 9                         | 美国（USA）               | 1    | 3    | 0    | 4    |
| 10                        | 瑞士（SUI）               | 1    | 2    | 1    | 4    |
| 11                        | 德国联队（EUA）           | 1    | 0    | 1    | 2    |
| 12                        | 苏联（URS）               | 0    | 1    | 2    | 3    |
| 13                        | 瑞典（SWE）               | 0    | 1    | 1    | 2    |
| 14                        | 意大利（ITA）             | 0    | 0    | 1    | 1    |
| 14                        | 波兰（POL）               | 0    | 0    | 1    | 1    |
| 14                        | 俄罗斯（RUS）             | 0    | 0    | 1    | 1    |
| 总计（共16个国家 / 地区） | 总计（共16个国家 / 地区） | 40   | 40   | 40   | 120  |

## 外部連結
- FIS, past and present international results
- News, information and results（页面存档备份，存于）
- Holmenkollen Ski Festival official website